# 窝堡乡
窝堡乡，是中华人民共和国四川省凉山彝族自治州冕宁县曾经下辖的一个乡。2019年12月，撤销窝堡乡，所属行政区域划归棉沙镇管辖。

## 行政区划
窝堡乡撤销前下辖以下地区：
白湖村、磨子沟村、互联村、洋房村和韩家村。